# Josephine Compaan
Josephine Compaan (* 2. Juli 1958 in Purmerend; † 30. Dezember 2020) war eine niederländische Ruderin.

## Karriere
Josephine Compaan nahm an den Olympischen Sommerspielen 1980, 1984 und 1988 teil. 1980 und 1988 startete sie im Doppelvierer, wo sie Platz sechs (1980) und sieben (1988) belegte. 1984 wurde sie in der Einer-Regatta Achte. Zwei Jahre später gewann sie bei den Weltmeisterschaften in Nottingham Bronze mit dem Doppelvierer.
Im März 2011 wurde sie Vorsitzende des RV Willem III. Compaan, die als Physiotherapeutin tätig war, heiratete Robert Robbers, der ebenfalls Ruderer war. Auch ihre gemeinsame Tochter Karien Robbers wurde Ruderin und nahm unter anderem an den Olympischen Sommerspielen 2016 teil.